# Fou
Fou (chinesisch 缶, Pinyin fǒu) ist ein amphorenförmiges altes chinesisches Schlaginstrument, das im Buch der Lieder erwähnt wird. Das als Gong verwendete Gefäß bestand aus gebranntem Ton. In der alten chinesischen Musikinstrumentenkategorie der Bayin („Acht Klänge“) gehört es in die Kategorie Ton. Das Instrument ist auch in Korea bekannt.